# جون ووترز (ممثل)
جون ووترز (بالإنجليزية: John Waters)‏ هو مغني وكاتب أغاني وممثل بريطاني وأسترالي، ولد في 8 ديسمبر 1948 بلندن الكبرى في المملكة المتحدة.

## وصلات خارجية
- جون ووترز على موقع IMDb (الإنجليزية)
- جون ووترز على موقع ميوزك برينز (الإنجليزية)
- جون ووترز على موقع قاعدة بيانات الأفلام السويدية (السويدية)
- جون ووترز على موقع ديسكوغز (الإنجليزية)
- جون ووترز على موقع قاعدة بيانات الفيلم (الإنجليزية)